# Jérôme Ferrari
Jérôme Ferrari (ur. w 1968 w Paryżu) – francuski pisarz i tłumacz, laureat nagrody Goncourtów w 2012 za Le Sermon sur la chute de Rome („Kazanie o upadku Rzymu”). Był nauczycielem w Algierii, na Korsyce, od września 2012 pracuje w Abu Dabi.

## Powieści
- Où j’ai laissé mon âme, 2010
- Le Sermon sur la chute de Rome. 2012[1]